# Waltrude Schleyer
Waltrude Ketterer Schleyer (21 de enero de 1916 – Stuttgart, 21 de marzo de 2008) era la viuda de Hanns Martin Schleyer, un empresario y alto rango de las SS, que fue asesinado por la Fracción del Ejército Rojo en 1977.

## Biografía
Se casó con Schleyer en 1939. Era hija del médico, concejal de Múnich y SA-Obergruppenführer Emil Ketterer. Tuvieron cuatro hijos. Waltrude Schleyer era fisioterapeuta de profesión y se afilió al Partido Nazi en 1937.
Durante la estancia de la pareja en Praga, Waltrude Schleyer vivió en una casa que antes pertenecía a judíos, cuyo dueño falleció en un campo de concentración alemán en la misma época.
El esposo de Schleyer, Hanns Martin Schleyer, era el presidente de la asociación de empleadores de Alemania Occidental y exteniente de las SS. Schleyer fue secuestrado y luego asesinado por la Fracción del Ejército Rojo (RAF) en 1977.
Waltrude Schleyer abogó contra el indulto para los miembros de la RAF que asesinaron a su esposo. A uno de los secuestradores de Martin Schleyer, Christian Klar, el presidente alemán Horst Koehler le denegó el indulto, pero fue liberado el 19 de diciembre de 2008. También se ha concedido el indulto a otros exmiembros terroristas de la RAF. Waltrude Schleyer se opuso rotundamente a estas medidas.
Waltrude Schleyer falleció el 21 de marzo de 2008, a la edad de 92 años, en Stuttgart, Alemania. Su fallecimiento fue anunciado en el diario Stuttgarter Nachrichten, que no especificó la causa de su fallecimiento.